# Sophia Müller-Bienek

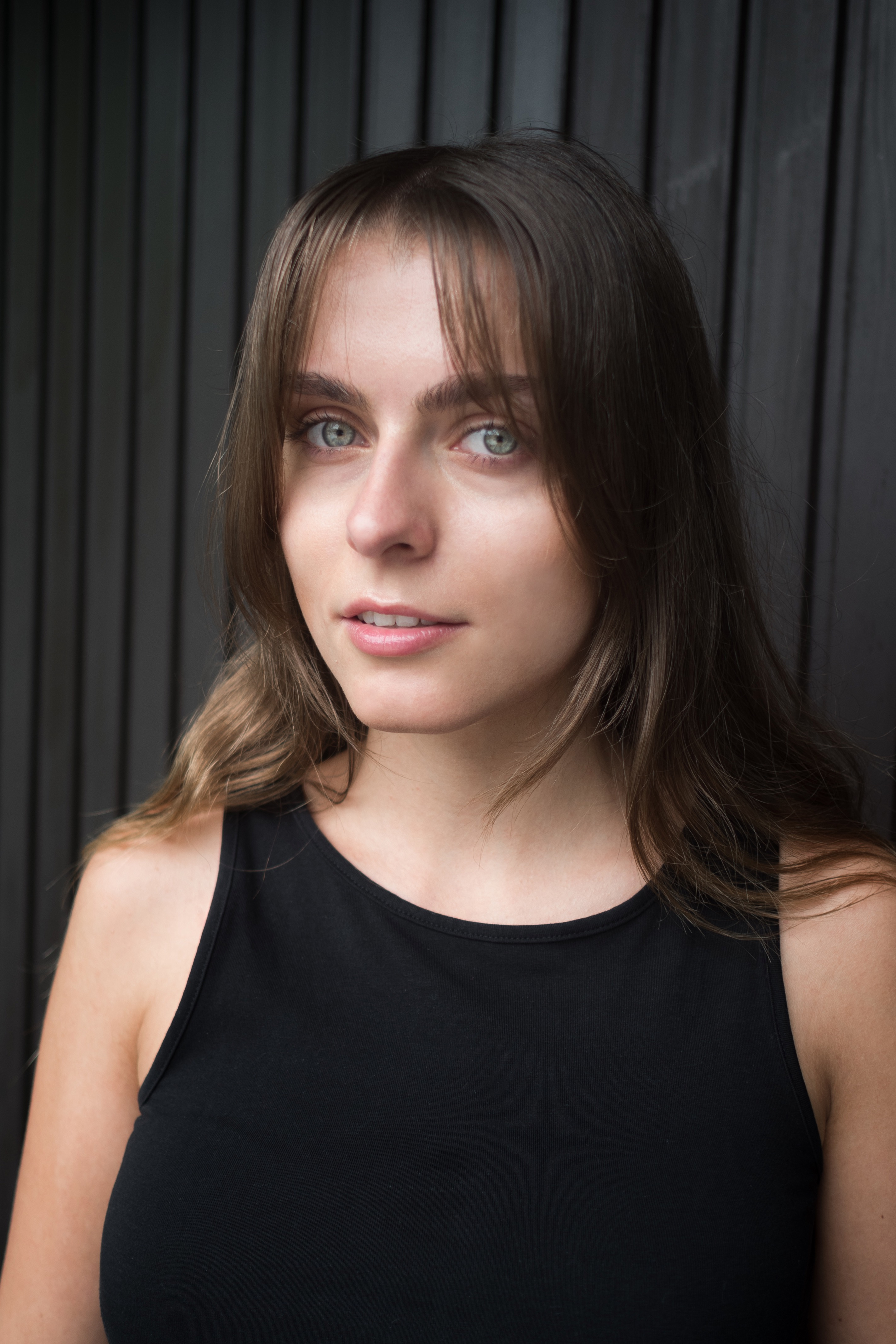
Sophia Müller-Bienek (2020)

Sophia Müller-Bienek (* 15. Juni 1993 in Wuppertal) ist eine deutsche Schauspielerin, Regisseurin und Fotografin.

## Leben
Sophia Müller-Bienek sammelte erste Theatererfahrungen in ihrer Schulzeit, so z. B. in der Rolle der Sheila im Musical Hair. Des Weiteren erlernte sie in frühen Jahren das Montieren von Filmen und bearbeitete Videos für Firmen wie Hewi oder kleiner Feigling. Von 2009 bis 2013 nahm Müller-Bienek Gesangsunterricht. Von 2012 bis 2014 studierte sie an der Film Acting School Cologne in Köln. Im Oktober 2015 begann sie das Studium Mediendesign und Design audiovisueller Medien an der Bergischen Universität Wuppertal. Seit 2014 ist sie am Leo Theater engagiert.

## Theater
- 2020: Machos auf Eis[1]
- 2019: Ein Herz und eine Seele[2]
- 2019: Landeier[3]
- 2018: Die Weihnachtsgeschichte[4]
- 2018: Pro Familia – Lesung[5]
- 2018: Ein Herz und eine Seele
- 2017–2018: Trennung für Feiglinge[6]
- 2016–2019: Aufguss[7]
- 2016–2017: Alles hat seine Zeit[8]
- 2015–2016: Hauptsache gesund[9]
- 2015: Herrenabend[10]
- 2014–2015: Meine 5 Frauen
- 2014: Und morgen nochmal von vorn
- 2013: Improvisationstheater
- 2013: Hirsche und Hennen
- 2013: Der eingebildete Kranke

## Musical
- 2017–2018: Titel der Show[11]
- 2014: Fassade
- 2011: Hair

## Filmografie
- 2019: LCN Smart Homies
- 2019: David Pfeffer - With every Heartbeat
- 2018: Expert Halloween Prank
- 2015: Dorint Hotels
- 2014: The Merchant[12]
- 2013: Galileo – Amoklauf
- 2013: Oklahoma
- 2013: Gourmet

## Regie
- 2022: Die Galoschen des Glücks[1]
- 2019: Gefangen
- 2018: Die Weihnachtsgeschichte[4]
- 2018: Sina Jost – Milliarden neue Chancen – Musikvideo[13]
- 2018: Dutch Wife Max Ophüls Preis Nominierung[14]
- 2018: Arturs Sage
- 2016–2018: kleiner Feigling – Werbevideos
- 2017: Wildnis
- 2016: Spielkind spiel